# 贝尔焦约索
贝尔焦约索（義大利語：Belgioioso），是意大利帕维亚省的一个市镇。总面积24平方公里，人口6389人，人口密度266.2人/平方公里（2009年）。国家统计（ISTAT）代码为018013。

## 友好城市
- 法國拉富尤斯